# Henri-Édouard Lombard
Henri-Édouard Lombard, nacido en Marsella el 21 de enero de 1855, murió en París el 23 de julio de 1929 es un escultor que ganó el Premio de Roma en 1883.

## Biografía
Henri Lombard era estudiante en la Ecole des Beaux-Arts de Marsella con su hermano Federico (1850-1906) que fue arquitecto. Obtuvo una beca de la ciudad y se trasladó a París, donde trabajó en el taller de Jules Cavelier. Recibió un segundo premio de Roma en 1883 y el primer Premio de Roma por "la muerte del Diagoras de Rodas". A partir de 1882 participa con Désiré-Maurice Ferrary, Edouard Pépin, Jean Antonin Carlès y Camille Lefèvre en la decoración de la fachada del edificio del Crédit lyonnaisen en París que había sido concluido en 1883.
En el periodo de 1884 a 1887 permanece pensionado en la Villa Médici de Roma.
Recibe encargos de particulares y también del Estado. Hizo una estatua de Pierre Puget que es erigida en 1906 en la plaza del general de Gaulle en Marsella y luego se traslada ,amputada de su gran peana, a la parte alta del Cours Pierre Puget. También lleva a cabo El verano en 1906 para los jardín de las Tullerías en París. Escultor muy apreciado, sus obras se encuentran en el frontón del Palacio de Justicia de Niza (La Justicia entre el Poder y la Verdad) 1893 o la Caisse d'Épargne de Marsella (Provenza rural y marítimo) 1908 o el Grand Palais de París (La Paz) 1900.
Fue nombrado Caballero de la Legión de Honor en 1894 y se mantuvo activo como profesor de escultura en los cursos nocturnos hasta su muerte.

## Obras
Entre las mejores y más conocidas obras de Henry Edward Lombard se incluyen las siguientes:
- la muerte del Diagoras de Rodas, 1883, conservada en la ENSBA de París

- El verano, 1906, jardín de las Tullerías, París.

- La Justicia entre el Poder y la Verdad, 1893, frontón del Palacio de Justicia de Niza

- La Paz, 1900, Grand Palais de París[5]

- Ninfa cazadora, presentada en el Salón de 1894[6]

- Sansón y Dalila en la Promenade du Gravier, Agen Puedes verla en las coordenadas:44°12′4″N 0°36′38″E / 44.20111, 0.61056

- Judith, escayola, originalmente con peana con columnas reutilizada para el grupo Roger et Angélique de Barye (en el museo del Louvre)[7]

- Cariátides, decoración del edificio del Credit Lyonais en París[8]

- Hélène, estatua en mármoles policromos y onyx, presentada en el espacio Cantini, de la Exposición Universal de 1889[9]

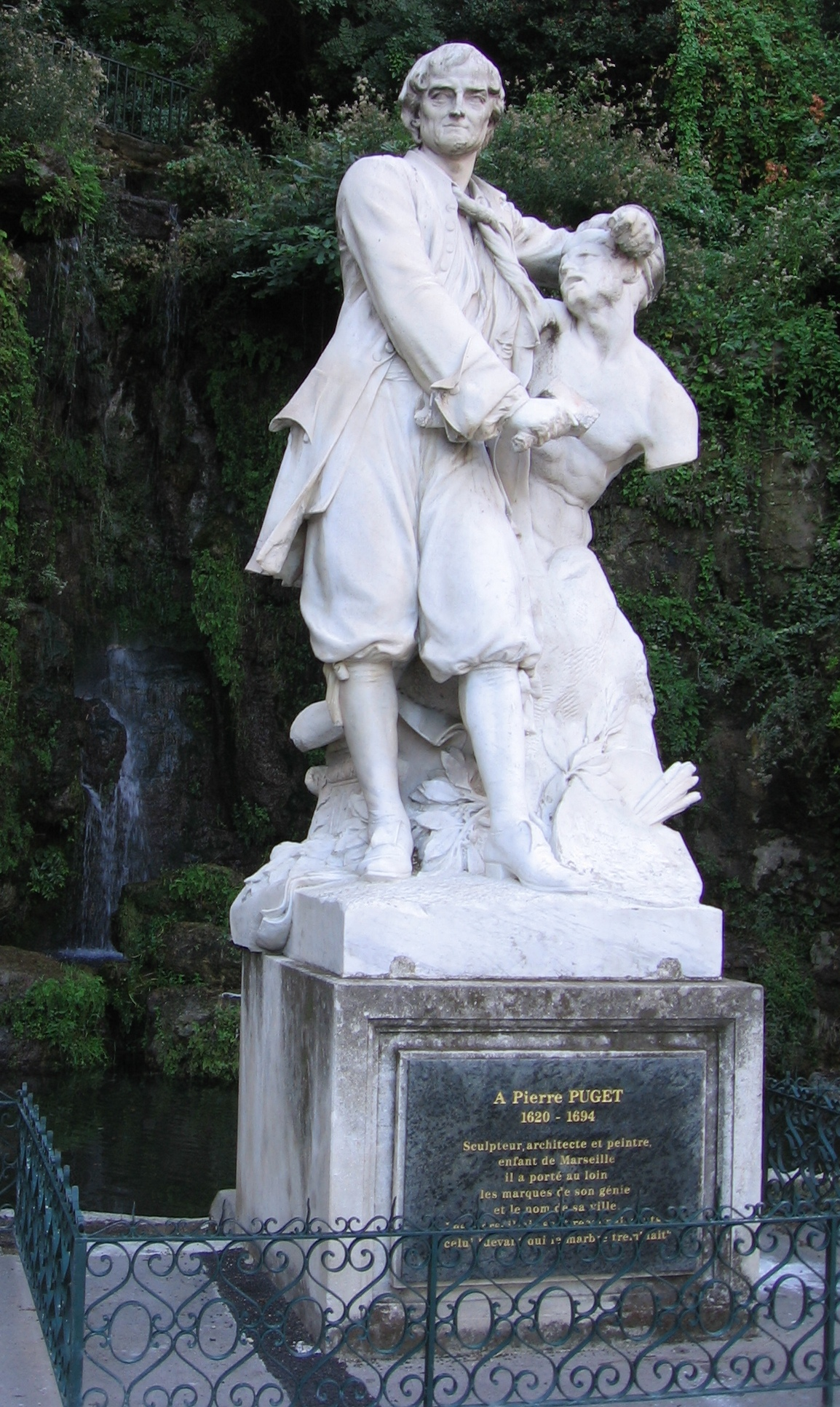
Estatua de Pierre Puget Cours Pierre Puget -- Marsella
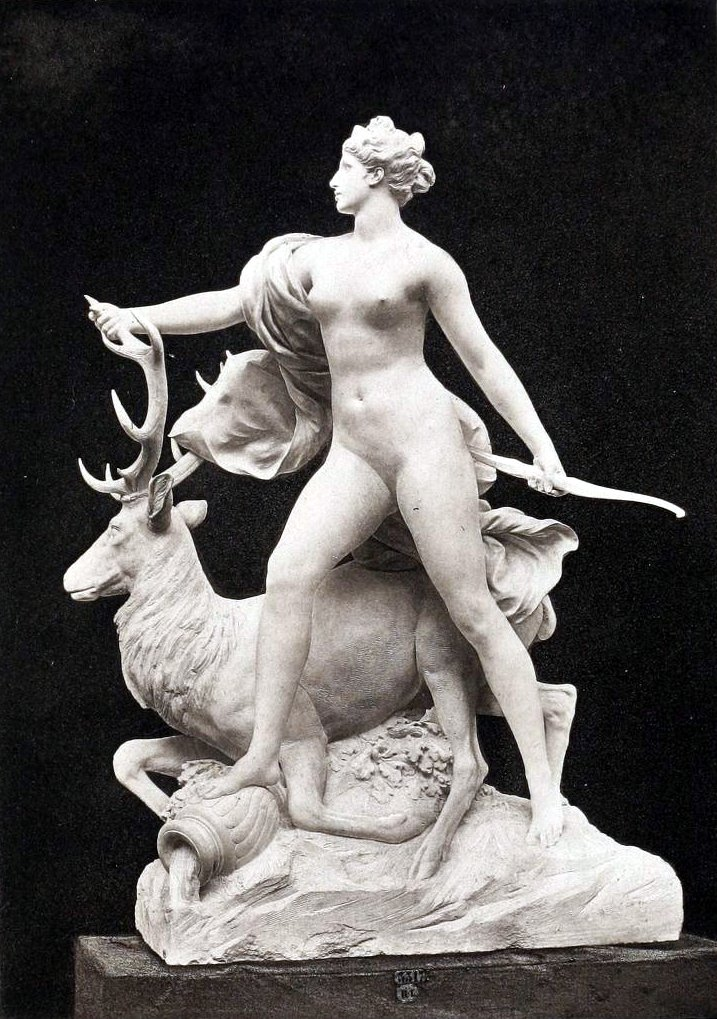
Ninfa cazadora
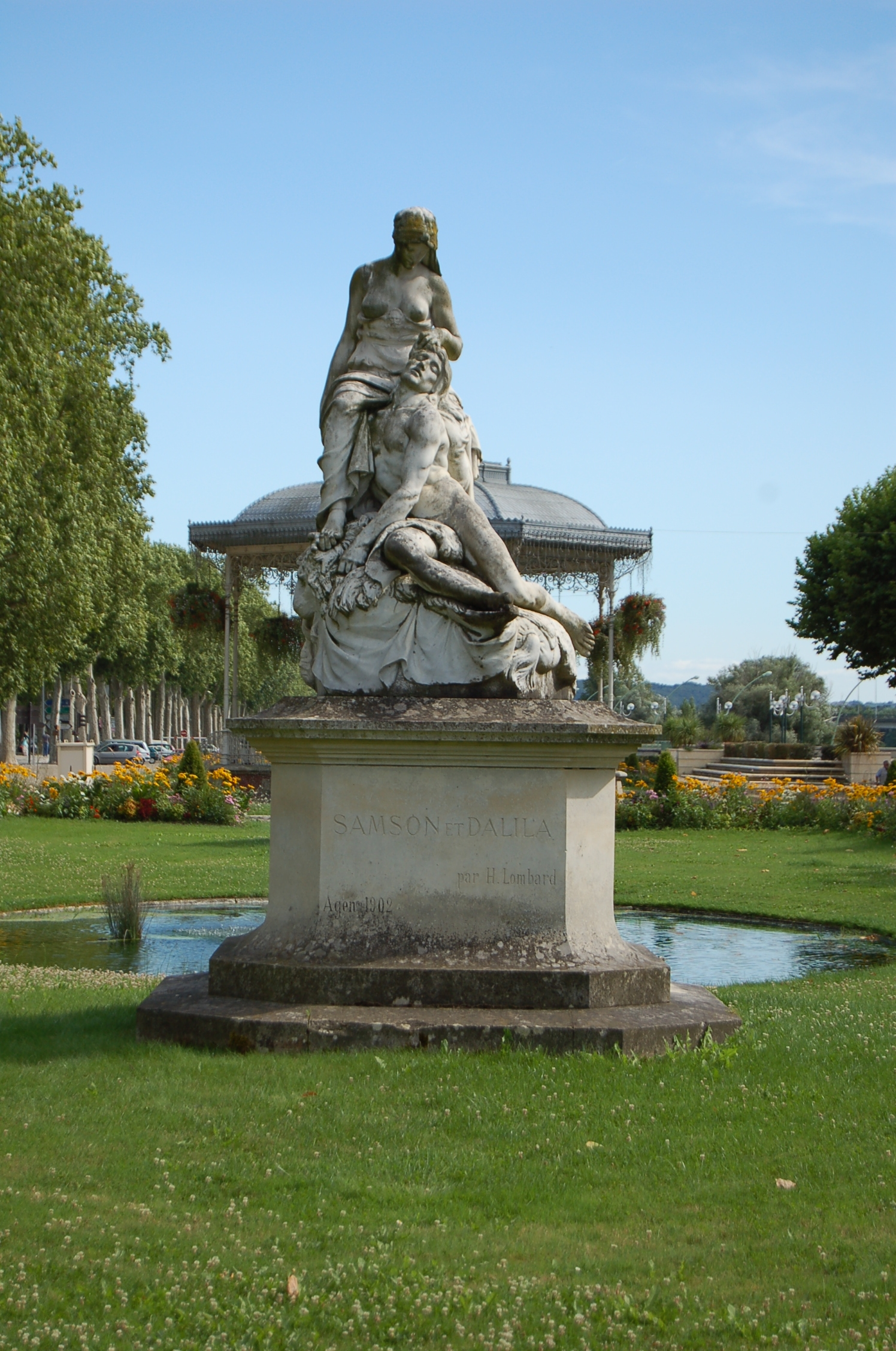
Sansón y Dalila
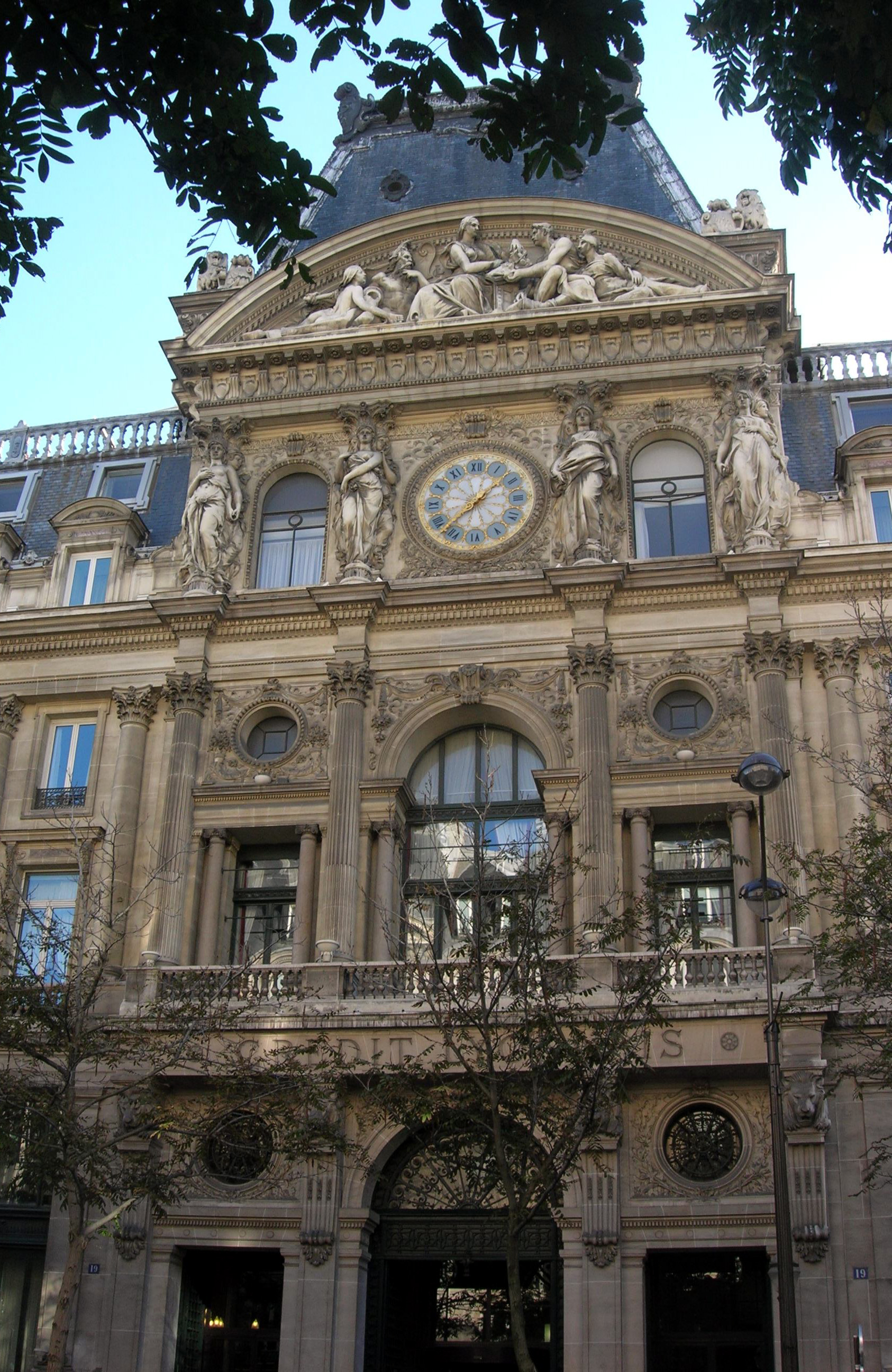
Cariátides del edificio del Credit Lyonais en París

### Obras en Marsella
- estatua de Pierre Puget, erigida en 1906, plaza del general de Gaulle, Marsella actualmente sin peana en el Cours Pierre Puget.[10] Puedes encontrarla en estas coordenadas: 43°17′23″N 5°22′15″E / 43.28972, 5.37083.

- Provenza rural y marítimo, 1908, la Caisse d'Épargne de Marsella

En el Cementerio de Saint-Pierre:
- Tumba de Édouard Ponson, medallón en mármol, retrato del fallecido, hacia 1885-1888

- La Bienfaisance, grupo de bronce, 1919

- Cabezas en piedra, 1900, decoración de la fachada del immueble Lombard, nº22, calle Bel-Air, distrito 6. Obra atribuida a Lombard.[12]

### Obras desaparecidas
- Monument des Marseillaises, maqueta en yeso, 1911[13]